# Here Come the Warm Jets
Albums de Brian Eno
No Pussyfooting
(avec Robert Fripp)
(1973) June 1, 1974
(avec Kevin Ayers, John Cale et Nico)
(1974)
Here Come the Warm Jets est le premier album solo de Brian Eno, sorti début 1974.
En 2003, le magazine Rolling Stone place l'album au 436e rang de sa liste des 500 plus grands albums de tous les temps, et au 432e rang de l'édition 2012.
Il fait partie des 1001 albums qu'il faut avoir écoutés dans sa vie de Robert Dimery.

## Titres
Toutes les chansons sont écrites et composées par Brian Eno, sauf mention du contraire.
| No  | Titre                       | Auteur         | Durée |
| --- | --------------------------- | -------------- | ----- |
| 1.  | Needles In The Camel's Eye  | Eno, Manzanera | 3:10  |
| 2.  | The Paw Paw Negro Blowtorch |                | 3:05  |
| 3.  | Baby's On Fire              |                | 5:18  |
| 4.  | Cindy Tells Me              | Eno, Manzanera | 3:25  |
| 5.  | Driving Me Backwards        |                | 5:11  |
| 6.  | On Some Faraway Beach       | Eno, Manzanera | 4:36  |
| 7.  | Blank Frank                 | Eno, Fripp     | 3:35  |
| 8.  | Dead Finks Don't Talk       |                | 4:20  |
| 9.  | Some Of Them Are Old        |                | 5:11  |
| 10. | Here Come The Warm Jets     |                | 4:02  |

## Musiciens
- Brian Eno : chant, synthétiseur, guitare, claviers, traitements
- Chris Spedding : guitare (1, 2)
- Phil Manzanera : guitare (1, 2, 4)
- Robert Fripp : guitare (3, 5, 7)
- Paul Rudolph : guitare (3, 10), basse (3, 5, 10)
- Lloyd Watson : guitare slide (9)
- Bill MacCormick : basse (1, 7)
- Chris Thomas : basse (2)
- Busta Jones : basse (2, 4, 6, 8)
- John Wetton : basse (3, 5)
- Marty Simon : percussions (2-4)
- Paul Thompson : percussions (8)
- Simon King : percussions (1, 3, 5-7, 10)
- Nick Judd : claviers (4, 8)
- Nick Kool & the Koolaids : claviers (7)
- Andy Mackay : claviers (6, 9), saxophone (9)
- Sweetfeed : chœurs (6, 7)